# Друга влада Стефана Марковића

## Чланови владе
| Функција                                        | Слика | Име и презиме          | Детаљи |
| ----------------------------------------------- | ----- | ---------------------- | ------ |
| Књажески представник и попечитељ инострани дела |       | Стефан Марковић        |        |
| Попечитељ внутрени дела                         |       | Константин Николајевић |        |
| Попечитељ правосудија и просвештенија           |       | Јеремија Станојевић    |        |
| Попечитељ финансија                             |       | Јован Мариновић        |        |